# Amanuel Yohannes
Amanuel Yohannes (en amharique : አማኑኤል ዮሃንስ), né le 14 mars 1999 à Addis-Abeba, est un footballeur international éthiopien. Il joue au poste de milieu de terrain avec l'Defence Force.

## Biographie

### En sélection
Il joue son premier match en sélection le 2 septembre 2018 lors d'une rencontre amicale contre le Burundi. Le match se termine sur un score de parité (1-1).
Il dispute ensuite la Coupe d'Afrique des nations 2021 qui se déroule au Cameroun.